# Pyhäjärvi (ort i Finland, Lappland, Östra Lappland)
Pyhäjärvi är en ort i Finland. Den ligger i Pelkosenniemi kommun, i den ekonomiska regionen  Östra Lapplands ekonomiska region och landskapet Lappland, i den norra delen av landet, 800 km norr om huvudstaden Helsingfors. Pyhäjärvi ligger vid norra stranden av sjön med samma namn ca 14 km sydväst om kommunhuvudorten.